# Instituto europeo de ciencias de las religiones
El Instituto europeo de ciencias de las religiones (en francés: Institut européen en sciences des religions, siglas IESR) es uno de los tres institutos de la École Pratique des Hautes Études (EPHE) de Francia. Fue creado en 2002 tras el informe del filósofo  Régis Debray sobre « la enseñanza del hecho religioso en la escuela laica ».

## Misión
El IESR tiene como misión principal la de constituir un centro de valoración y asesoramiento laico de los gobiernos, los diputados y senadores. Tiene como finalidad el estudio del impacto de las cuestiones religiosas en la sociedad y de las medidas acometidas por los poderes públicos. 
Se apoya en el personal y los recursos de la sección de Ciencias religiosas de la EPHE. Desde esta óptica, el Instituto pone en marcha proyectos y directrices para el estudio de los problemas que el hecho religioso y la laicidad generan en la sociedad contemporánea, con el apoyo del profesorado investigador y demás miembros de la función pública. 
Asimismo, organiza seminarios y coloquios temáticos sobre la puesta en valor de la enseñanza del hecho religioso en Francia y en Europa. También organizan cursos  abiertos vespertinos.  Ofrece igualmente recursos en línea (claves pedagógicas) sobre temas relativos a las diferentes religiones y a la laicidad en relación con los programas escolares franceses. Por otra parte, pone en marcha un máster profesional de la EPHE sobre « Religiones y laicidad en la vida profesional y asociativa » y participa en programas europeos como REDCo (2006-2009), IERS (2013-2016) y SORAPS (2016-2019).

## Dirección
Los directores del IESR han sido :
- Claude Langlois (2002-2005)
- Jean-Paul Willaime (2005-2010)
- Isabelle Saint-Martin (2011-2018)
- Philippe Gaudin (desde 2019), agregado de filosofía y doctor del EPHE.[4]

Su consejo de dirección ha sido presidido sucesivamente por :
- Régis Debray (2002-2005)
- Dominique Borne (2005-2013)
- Gérald Chaix (2013-2017), historiador de la época moderna y antigua rector de academia
- Didier Leschi (desde enero de 2018), prefecto, actual director de la Oficina francesa de la inmigración y de la integración (OFII), y antiguo jefe del Despacho central de cultos del Ministerio del Interior.[5]